# John Terry (ator)
John Terry (Flórida, 25 de janeiro de 1950) é um ator estadunidense de cinema, televisão e estágio ator. Ele é talvez mais conhecido por seu papel como Christian Shephard na série de TV Lost  e Larry McCoy na série de TV Las Vegas. 

## Filmografia
- There Goes the Bride (1980) – Nicholas Babcock
- Hotwire (1980) – Billy Ed Wallace
- Hawk the Slayer (1980) – Hawk
- Wilhelm Cuceritorul (1982) – King Harold II
- Tuxedo Warrior (1982) – Wiley
- The Scarlet and the Black (1983) – Lt. Harry Barnett
- Wild Geese II (1985) – Michael
- Full Metal Jacket (1987) – Lt. Lockhart
- The Living Daylights (1987) – Felix Leiter
- In Country (1989) – Tom
- The Resurrected (1991) – John March
- Of Mice and Men (1992) – Slim
- A Dangerous Woman (1993) – Steve
- Iron Will (1994) – Jack Stoneman
- Reflections on a Crime (1994) – James
- The Big Green (1995) – Edwin V. Douglas
- Heartwood (1998) – Joe Orsini
- Blue Valley Songbird (1999) – Hank
- Steal Me (2005) – Father
- Crazylove (2005) – Mr. Mayer
- Zodiac (2007) – Charles Thieriot
- Surfer, Dude (2008) – Mercer Martin
- The Way of War (2009) – Secretary of Defence
- Nine Dead (2009) – Shooter
- CSI: NY (2009) – McCanna Taylor
- The Fortune Theory (2013) – Howard Fitzroy